# Australoconops similis
Australoconops similis är en tvåvingeart som först beskrevs av Camras 1961.  Australoconops similis ingår i släktet Australoconops och familjen stekelflugor. Inga underarter finns listade i Catalogue of Life.